# Église Saint-Denis de Rivarennes
Pour les articles homonymes, voir Église Saint-Denis et Saint Denis.
L'église Saint-Denis de Rivarennes est une église catholique française. Elle est située sur le territoire de la commune de Rivarennes, dans le département de l'Indre, en région Centre-Val de Loire.

## Situation
L'église se trouve dans la commune de Rivarennes, au sud du département de l'Indre, en région Centre-Val de Loire. Elle est située dans la région naturelle du Boischaut Sud. L'église dépend de l'archidiocèse de Bourges, du doyenné du Val de Creuse et de la paroisse de Saint-Gaultier.

## Histoire
L'église fut construite au XIIe siècle.
C'était autrefois un prieuré, dépendant de l'abbaye de Lesterps en Charente.
L'édifice est classé au titre des monuments historiques par arrêté du 26 janvier 1927.

## Description
De part et d’autre du transept, deux chapelles latérales. La chapelle de Villeneuve à droite, avec un autel  dédié à Saint-Denis, lieu d’inhumation des seigneurs de Vouhet, fondateurs de la chapelle. La chapelle de Notre-Dame à gauche, dite aussi chapelle de Plimpinard avec un autel dédié à la Vierge. Il s’y trouvait autrefois attaché un bénéfice ou vicairie, dont la collation dépendait des seigneurs de Plimpinard (ou Pleinpinard).
Dans la nef, deux petites chapelles sont présentes. L'une à gauche, du côté de l'évangile est dédiée à saint Antoine. L'autre du côté de l'épître, est dite de Sainte Marguerite.
Les fonts baptismaux étaient adossés au mur, à main gauche en entrant par la grande porte.